# Anomochilidae
Anomochilidae је породица змија која обухвата само један род Anomochilus са две врсте.

## Опис
Мале змије од 17 до 36 цм дужине. Очи су редуковане, а зуби не постоје на премаксиларној, птеригоидној и непчаној кости. Трахејна плућа не постоје. Имају остатке карличних костију у облику наставака (мамузе) са обе стране аналног отвора. Реп је релативно кратак. Женке имају добро развијена оба јајовода. Беле и жуте шаре на тамној позадини су њихова карактеристична обојеност. Према грађи лобање и вилица може се претпоставити да се хране ситним бескичмењацима.
Према једном од музејских узорака откривено је да образују јаја што указује да се ради о овипарности, али се ништа друго не зна о њиховом размножавању и понашању.
До 1993. год. је у музејским збиркама било само шест примерака ових змија, што их чини најмање познатим од свих постојећих змија.
Вероватно да живе у ходницима под земљом, али су природна станишта ових змија су још увек ствар нагађања.

## Врсте
- Anomochilus leonardi
- Anomochilus weberi